# قوی‌تر (آلبوم کلی کلارکسون)
«قوی‌تر» (به انگلیسی: Stronger) آلبومی از کلی کلارکسون است که در ۲۱ اکتبر ۲۰۱۱ منتشر شد.
این آلبوم در چارت‌های در رتبه اول و در چارت‌های اسکاتلند، ایرلند، استرالیا، آمریکا، نیوزلند، بریتانیا، کانادا جزو ده آلبوم اول قرار گرفت.و در سال2013 برنده جایزه گرمی بهترین آلبوم آواز پاپ شد.